# Bionanotecnologia
La bionanotecnologia è l'intersezione tra la biologia e la nanotecnologia. Il termine bionanotecnologia è alquanto esteso e talvolta vago per il fatto che viene usato in modo intercambiabile con quello di nanobiotecnologia, il quale di solito si riferisce in modo più specifico all'uso dei dispositivi nanotecnologici per applicazioni in biotecnologia.
La bionanotecnologia può anche riferirsi all'utilizzo di biomolecole per applicazioni in nanotecnologia. L'esempio maggiore di ciò è fornito dalla nanotecnologia del DNA, la quale usa l'auto-assemblaggio di strutture di acido nucleico per controllare la materia su scala nanometrica.
In un senso più ampio, la bionanotecnologia si riferisce alla tecnologia di sintesi sulla base dei principi e dei percorsi chimici degli organismi viventi. Essa comprende lo studio, la creazione e l'illuminazione delle connessioni tra la biologia molecolare strutturale e nanotecnologia, dato che lo sviluppo delle nanomachine potrebbe essere determinato dallo studio della struttura e della funzione delle nano-macchine naturali che si trovano nelle cellule viventi. Un campo connesso alla bionanotecnologia è la bionanoscienza.